# 櫻井玲香
櫻井玲香（日语：／ Sakurai Reika */?，1994年5月16日—）是日本女藝人，為女子偶像團體乃木坂46前成員與第一任隊長，神奈川縣橫濱市出身，所屬經紀公司為乃木坂46合同會社。同時是《Nylon Japan》、《CLASSY.》常規模特兒。2011年以乃木坂46一期生身分出道，2019年9月1日自乃木坂46畢業，以演員為活動重心，目前活躍於舞台劇、音樂劇上。

## 早年生活
1994年5月16日，櫻井出生於在母親的老家北海道函館市，從小在神奈川縣橫濱市長大。從幼稚園開始，她就在天主教系的女子一貫制學校Caritas學園上學。那個時候非常喜歡《甜心戰士》和《美少女戰士》。小學的時候擔任運動會的團長和班級委員，中學時代隨母親去園藝教室上課，以此為契機喜歡上了花道，加入了花道部。除此之外，還學了游泳、體操、網球和鋼琴。

## 演藝經歷
高中2年級的春天，在為前途而煩惱的時候，被推薦參加乃木坂46的一期生徵選。當初因為喜歡西洋音樂和搖滾樂，所以沒打算成為偶像歌手，但是因為喜歡索尼音樂娛樂的歌手，所以對乃木坂46的一期生徵選產生了興趣。另外，從小就喜歡音樂和電視劇，憧憬著成為歌手和演員，中學的時候就把成為演員作為將來的夢想，也有過以演藝圈為目標，為了以喜歡的歌和舞蹈為職業，决定參加徵選。
2011年8月21日，通過最終審查正式成為乃木坂46創團成員，徵選時唱的歌曲是Happiness的《Kiss Me》。被選為暫定選拔成員，站在前排。11月13日，開通了個人的乃木坂46官方部落格。
2012年2月5日，在《乃木坂在哪裡？》中被任命為暫定隊長。2月22日，以乃木坂46首張單曲《窗簾圍繞》出道。由此實現了作為歌手的夢想，今後的夢想是成為一名動作女演員。
出道後為了專心於乃木坂46的活動，高中3年級的時候從Caritas女子學園中學．高中轉學到其他高中。6月17日，就任乃木坂46的正式隊長。
2013年3月9日，高中畢業。3月13日，在乃木坂46的第5張單曲《你就是希望》的收錄曲《念力的可能性》（サイコキネシスの可能性）中首次被選為小分隊一員，並首次擔任Center。4月，升入明治學院大學，於社會學系就讀。4月7日，在《BAD BOYS J》中首次常規出演電視劇，飾演BEAST的宮下瑪利亞。11月，在《sarea》（SPACE SHOWER TV）中首次單獨常規出演電視節目。同月，在《PEACH JOHN 2013 Winter vol.87》（祥傳社）的商品目錄中作為模特兒出演。
2014年，三宅裕司主持的劇團「Super Eccentric Theater」創立35週年公演《Mr.Kaminari》（Mr.カミナリ）的第52回本公演中，櫻井和衛藤美彩共同出演，櫻井飾演從九州到東京小學赴任的新任音樂教師臼杵七音。
2015年1月10日，在井上小百合、西野七瀨、中田花奈、永島聖羅、能條愛未、若月佑美一起在乃木神社舉行成人式。
2017年3月8日，發行第一本個人寫真集《所謂自由》（自由ということ），於馬來西亞怡保市和蘭卡威拍攝，以2.7萬的銷量取得Oricon公信榜書籍週榜寫真集部門第1位，綜合部門則是第5位。8月23日，被時尚雜誌《Nylon Japan》作為常規模特兒起用。
2018年3月30日，在東京巨蛋舉行的日本職業棒球開幕戰（讀賣巨人VS阪神虎）中，賽前和白石麻衣、生田繪梨花、西野七瀨、久保史緒里、山下美月一起合唱了日本國歌《君之代》。12月，首次擔任大型音樂劇《Rebecca》的主演。
2019年7月8日，於官方部落格上宣布將於9月1日舉行的「盛夏的全國巡演2019」最終場公演後從乃木坂46畢業。9月1日，在明治神宮棒球場舉辦的「盛夏的全國巡演2019」的最終場公演（同時為櫻井的畢業演唱會），正式從乃木坂46畢業，結束8年的偶像生涯。畢業後將會轉向演員領域發展。9月30日，櫻井位於乃木坂46內的部落格正式關閉。10月3日，開設個人Instagram帳號 。10月4日，成為時尚雜誌《CLASSY.》的常規模特兒。11月27日，發行個人第二本寫真集《視線》。
2021年3月1日，開設個人官方網站和官方粉絲俱樂部。5月19日，宣布首次主演電影《東雲色彩的周末》。12月3日，開設個人Twitter帳號。
2022年8月20日，首次單獨主演音樂劇「DOROTHY〜綠野仙蹤〜」。

## 人物
愛稱是Reika（れいか）、Reirei（れいれい）、隊（キャップ）。拿手的段子是「跳步然後拍」。不想切換開和關，所以在節目中說的幾乎都是原本的樣子。目標人物是篠原涼子。憧憬的女藝人有渡邊知夏子、Angelababy、黑木梅沙。尊敬的人物是吉住涉的漫畫《帥氣的女朋友》的主人公・萩原未央。

### 愛好
喜歡的食物有杏仁豆腐、海膽、黃金奇異果、巧克力、肉。喜歡拉麵的湯偏濃，麵條偏硬。喜歡的書是辻村深月的短篇集《沒有邊框的鏡子》理由是非常有氣氛，每看完一集都會有不可思議的心情。喜歡的虛擬角色有黛絲鴨、芭比娃娃、貝蒂娃娃、米奇老鼠。喜歡的品牌是rada、adidas、ANAP、Abercrombie & Fitch、JOYRICH、Marc Jacobs、MOUSSY。
喜歡的漫畫是《天國之吻》。其他，讀過的漫畫有《橘子醬男孩》、《東京喰種》、《請叫我英雄》。喜歡的動畫是《橘子醬男孩》。
喜歡音樂。以西洋音樂為中心聽嘻哈、節奏藍調。喜歡的歌手有Chris Brown、Craig David、OMARION、Marques Houston。最喜歡的歌曲是Craig David的《Fill Me In》。在卡拉OK最後演唱的歌曲是鄉裕美的《GOLDFINGER '99》。小學的時候，喜歡早安少女組。，是石川梨華、後藤真希的粉絲。

### 特長
特長是跳舞、鋼琴、花道。
舞蹈和歌唱是乃木坂46公認的成員，擁有50米跑7秒88的身體能力。櫻井認為乃木坂46需要提高舞蹈和歌唱能力，因此在生駒里奈兼任AKB48之後積極參與乃木坂46的舞蹈練習，以此為契機一起幫助生駒練習舞蹈。
考取的檢定資格有詞彙·閱讀能力檢定准2級。除此之外，正在考慮考取蔬果鑑定營養師的資格。擅長模仿綾瀨遙。

### 與乃木坂46相關
舞蹈七福神。
據櫻井稱，乃木坂46一直以來都是沿著AKB48的路線活動，但在乃木坂46的第11張單曲《生命如此美好》的時間點上，作為與AKB48不同的團體進行活動。
在乃木坂46中，櫻井和若月佑美2人組成了名為的組合。。與若月是互稱「搭檔」的關係。。兩人關係開始變好是在若月成為乃木坂46第3張單曲《奔馳吧！Bicycle》選拔成員，在一起的時間增加之後。和若月在一起的時候，大多是充當聽眾的角色。另外，櫻井和若月組成的組合被粉絲們稱為。齋藤飛鳥、西野七瀨對櫻井來說就像向陽般的存在。官方部落格的攝影技術是由伊藤萬理華傳授的。
在乃木坂46中喜歡的編舞是《察覺時已是單戀》。喜歡的歌曲是《察覺時已是單戀》、《那一天 我隨口說了一個謊言》、《生命如此美好》。經常聽的歌曲是《傾斜》。喜歡的音樂錄影帶是《髮夾》、《世界上最孤獨的Lover》、《你就是希望》。

## 音樂作品
- 標註「★」符號表示該首歌曲有拍攝MV。

### 單曲
乃木坂46
|      | 發行日期       | 單曲名稱           | 參與歌曲名稱             | MV | 備註                     |
| ---- | -------------- | ------------------ | ------------------------ | -- | ------------------------ |
| 01st | 2012年2月22日  | 窗簾圍繞           | 窗簾圍繞                 | ★  | 出道作品 選拔            |
| 01st | 2012年2月22日  | 窗簾圍繞           | 可能想見你               | ★  |                          |
| 01st | 2012年2月22日  | 窗簾圍繞           | 不想失去                 | ★  |                          |
| 01st | 2012年2月22日  | 窗簾圍繞           | 乘著白雲                 |    |                          |
| 01st | 2012年2月22日  | 窗簾圍繞           | 乃木坂之詩               | ★  |                          |
| 02nd | 2012年5月2日   | 來吧Shampoo！      | 來吧Shampoo！            | ★  | 七福神                   |
| 02nd | 2012年5月2日   | 來吧Shampoo！      | 心之靈藥                 |    |                          |
| 02nd | 2012年5月2日   | 來吧Shampoo！      | HOUSE!                   |    |                          |
| 03rd | 2012年8月22日  | 奔馳吧！Bicycle    | 奔馳吧！Bicycle          | ★  | 選拔                     |
| 03rd | 2012年8月22日  | 奔馳吧！Bicycle    | 人為什麼奔跑？           | ★  |                          |
| 03rd | 2012年8月22日  | 奔馳吧！Bicycle    | 沉默的吉他               | ★  |                          |
| 04th | 2012年12月19日 | 制服模特兒         | 制服模特兒               | ★  | 八福神                   |
| 04th | 2012年12月19日 | 制服模特兒         | 指望遠鏡                 | ★  |                          |
| 05th | 2013年3月13日  | 你就是希望         | 你就是希望               | ★  | 八福神                   |
| 05th | 2013年3月13日  | 你就是希望         | 乾脆一點                 | ★  |                          |
| 05th | 2013年3月13日  | 你就是希望         | 浪漫墨魚燒               |    |                          |
| 05th | 2013年3月13日  | 你就是希望         | 念力的可能性             |    | 與西野七瀨共同擔任Center |
| 06th | 2013年7月3日   | Girls' Rule        | Girls' Rule              | ★  | 八福神                   |
| 06th | 2013年7月3日   | Girls' Rule        | 世界上最孤獨的Lover      | ★  |                          |
| 06th | 2013年7月3日   | Girls' Rule        | 從其他星星而來           | ★  |                          |
| 06th | 2013年7月3日   | Girls' Rule        | 人們的樂器               |    |                          |
| 07th | 2013年11月27日 | 髮夾               | 髮夾                     | ★  | 八福神+1                 |
| 07th | 2013年11月27日 | 髮夾               | 月亮的大小               | ★  |                          |
| 07th | 2013年11月27日 | 髮夾               | 為了我 為了誰            |    |                          |
| 07th | 2013年11月27日 | 髮夾               | 如此的笨蛋・・・         | ★  |                          |
| 08th | 2014年4月2日   | 察覺時已是單戀     | 察覺時已是單戀           | ★  | 選拔                     |
| 08th | 2014年4月2日   | 察覺時已是單戀     | 浪漫的開始               | ★  |                          |
| 08th | 2014年4月2日   | 察覺時已是單戀     | 呼吸的方法               |    |                          |
| 08th | 2014年4月2日   | 察覺時已是單戀     | 謝謝                     |    |                          |
| 09th | 2014年7月9日   | 夏天的Free&Easy    |                          | ★  | 十福神                   |
| 09th | 2014年7月9日   | 夏天的Free&Easy    | 無能為力地待在你身邊     |    |                          |
| 09th | 2014年7月9日   | 夏天的Free&Easy    | 不說話的獅子             | ★  |                          |
| 09th | 2014年7月9日   | 夏天的Free&Easy    | 我如果不去的話會是誰去？ |    |                          |
| 10th | 2014年10月8日  | 第幾次的藍天？     | 第幾次的藍天？           | ★  | 十福神                   |
| 10th | 2014年10月8日  | 第幾次的藍天？     | 迂迴的愛情               |    |                          |
| 10th | 2014年10月8日  | 第幾次的藍天？     | 敲響倒下的鐘             | ★  |                          |
| 10th | 2014年10月8日  | 第幾次的藍天？     | Tender days              |    |                          |
| 11th | 2015年3月18日  | 生命如此美好       | 生命如此美好             | ★  | 十福神                   |
| 12th | 2015年7月22日  | 太陽敲敲門         | 太陽敲敲門               | ★  | 十福神                   |
| 12th | 2015年7月22日  | 太陽敲敲門         | 羽毛的記憶               | ★  |                          |
| 13th | 2015年10月28日 | 此刻，想說話的對象 | 此刻，想說話的對象       | ★  | 選拔                     |
| 13th | 2015年10月28日 | 此刻，想說話的對象 | POPIPAPAPA               | ★  |                          |
| 13th | 2015年10月28日 | 此刻，想說話的對象 | 忘卻悲傷的方法           | ★  |                          |
| 13th | 2015年10月28日 | 此刻，想說話的對象 | 間縫                     |    |                          |
| 14th | 2016年3月23日  | 當春紫苑盛開時     | 當春紫苑盛開時           | ★  | 選拔                     |
| 14th | 2016年3月23日  | 當春紫苑盛開時     | 憂鬱與泡泡糖             |    |                          |
| 15th | 2016年7月27日  | 赤腳Summer         | 赤腳Summer               | ★  | 十福神                   |
| 15th | 2016年7月27日  | 赤腳Summer         | 專屬光芒                 |    |                          |
| 16th | 2016年11月9日  | 再見的意義         | 再見的意義               | ★  | 選拔                     |
| 16th | 2016年11月9日  | 再見的意義         | 孤獨的藍天               |    |                          |
| 17th | 2017年3月22日  | 大影響家           | 大影響家                 | ★  | 十二福神                 |
| 17th | 2017年3月22日  | 大影響家           | 人生的思考               |    | 女子高中四重奏           |
| 18th | 2017年8月9日   | 蜃景               | 蜃景                     | ★  | 選拔                     |
| 18th | 2017年8月9日   | 蜃景               | 女人無法獨自入眠         | ★  |                          |
| 18th | 2017年8月9日   | 蜃景               | 漫長夏日…                |    |                          |
| 18th | 2017年8月9日   | 蜃景               | 能盡情哭泣不是很好嗎？   |    |                          |
| 19th | 2017年10月11日 | 及時行事           | 及時行事                 | ★  | 十一福神                 |
| 19th | 2017年10月11日 | 及時行事           | 失眠症                   |    |                          |
| 20th | 2018年4月25日  | 同步巧合           | 同步巧合                 | ★  | 十四福神                 |
| 20th | 2018年4月25日  | 同步巧合           | Against                  | ★  |                          |
| 20th | 2018年4月25日  | 同步巧合           | 能變成雲就好了           |    |                          |
| 21st | 2018年8月8日   | 以自我為中心！     | 以自我為中心！           | ★  | 十四福神                 |
| 21st | 2018年8月8日   | 以自我為中心！     | 我喜歡過你，但是…        |    |                          |
| 22nd | 2018年11月14日 | 想繞遠路回家       | 想繞遠路回家             | ★  | 十四福神                 |
| 22nd | 2018年11月14日 | 想繞遠路回家       | 告白的順序               | ★  |                          |
| 23rd | 2019年05月29日 | Sing Out!          | Sing Out！               | ★  | 十四福神                 |
| 24th | 2019年09月04日 | 黎明來臨前無須逞強 | 黎明來臨前無須逞強       | ★  | 十一福神                 |
| 24th | 2019年09月04日 | 黎明來臨前無須逞強 | 你，認識我嗎？           |    |                          |
| 24th | 2019年09月04日 | 黎明來臨前無須逞強 | 請偶爾想起我             | ★  | 獨唱曲                   |
| 24th | 2019年09月04日 | 黎明來臨前無須逞強 | 我的信念                 |    |                          |

1. ↑  站位依據官方MV及演唱會正式呈現為參考依據。
2. ↑  收錄於單獨發行的MV合集《ALL MV COLLECTION～當時的少女們～》
3. ↑  根據單曲CD内附歌詞本，小分隊名稱。
4. ↑  單曲發行時已自乃木坂46畢業。

其他
| 發行日期                                    | 單曲名稱       | 參與歌曲名稱 | MV | 備註         |
| ------------------------------------------- | -------------- | ------------ | -- | ------------ |
| 2012年07月25日                              | 大人彩色糖     | 不再綁雙馬尾 | ★  | 麻友坂46     |
| 2016年03月09日                              | 你就是旋律     | 混和體       | ★  | 乃木坂AKB    |
| 2020年6月17日（日本） 2020年6月24日（海外） | 世界中的鄰居啊 | —            | ★  | 下載限定歌曲 |

1. ↑  以畢業成員參與。

### 專輯
乃木坂46
|      | 發行日期      | 專輯名稱         | 參與歌曲名稱   | 備註 |
| ---- | ------------- | ---------------- | -------------- | ---- |
| 01st | 2015年1月7日  | 透明色           | 誰是夥伴       |      |
| 01st | 2015年1月7日  | 透明色           | 我所在的地方   |      |
| 02nd | 2016年5月25日 | 屬於我們的位子   | 契機           |      |
| 02nd | 2016年5月25日 | 屬於我們的位子   | 太陽的誘惑     |      |
| 02nd | 2016年5月25日 | 屬於我們的位子   | 口頭約定       |      |
| 03rd | 2017年5月24日 | 最初的夢想       | 跳傘           |      |
| 03rd | 2017年5月24日 | 最初的夢想       | 指定溫度       |      |
| 03rd | 2017年5月24日 | 最初的夢想       | Rewind那一天   |      |
| 04th | 2019年4月17日 | 直到此刻化成回憶 | 毫無特色的戀愛 |      |
| 04th | 2019年4月17日 | 直到此刻化成回憶 | 一人黨派       |      |

## 演出

### 電視劇
- 欺詐偶像（2012年1月14日－4月7日，東京電視台）：飾演 櫻井玲香[88]
- BAD BOYS J（2013年4月7日－6月23日，日本電視台）：飾演 宮下瑪利亞（宮下まりや）[30]
- 海上診療所 第1集（2013年10月14日，富士電視台）：飾演  女大學生[89]
- 天使之刃（2015年2月22日－3月22日，WOWOW）：飾演 咖啡店員 仁科步美[90]
- 花燃 第29集（2015年7月19日，NHK）：飾演 女侍者[91]
- 初森BEMARS（2015年7月11日－9月26日，東京電視台）：飾演 無難（ブナン）[92]
- 如果合您的耳朵的話。 第6集（2021年7月8日，東京電視台）：飾演 今井香澄[93][94]
- 東京放置食堂 第2集（2021年9月23日，東京電視台）：飾演 小松原美織[95]
- 你會想要越來越多（2022年7月7日－9月15日，BS-TBS）：飾演 海江田明日香[96]
- 輕簡生活守則（NHK綜合台）：飾演 福池未来
  - 試播版（2022年7月30日）[97]
  - 常規播出（2023年7月4日－9月19日）[98]
- 灰色的少女（2023年9月6日－10月18日，毎日放送）：飾演 鏡蔦子（主演）[註 2][99]
- 死神バーバー（2023年10月31日、11月7日，TOKYO MX）：飾演 Miho（主演）[註 3][100]
- 社會性抹殺丈夫的5個方法 Season2（2024年1月10日－3月27日，東京電視台）：飾演 愛原瑠香[101]
- 我的人格合租屋（2024年3月18日，關西電視台）：飾演 宮川陽子[102]
- 津津井小姐的日常（2024年10月11日－12月27日，讀賣電視台）：飾演 M小姐[103]
- 爆上戰隊BoonBoomger 第39、40集；第42話至最終話（2024年12月1日－8日、22日－2025年2月9日，朝日電視台）：飾演 梅栖舞美[104]

### 電視節目
- sarea（；2013年10月－2014年3月，Space Shower TV）-VJ[105]
- Tokyo Girls' Update（2015年4月－2016年3月，Space Shower TV plus）- 主持[106]
- 韓語電視講座（；2017年4月5日－2018年3月28日，NHK教育頻道）- 學生[107]
- 藝人老師（；2018年4月2日－7月30日，NHK教育頻道）- 旁白[108]
  - 藝人老師 第2季（2019年4月1日－8月26日，NHK教育頻道）- 旁白[109]
- NNN紀錄'20（2020年1月12日，日視系地上波／1月19日，BS日視、廣島電視台）- 旁白[110]
- ごはんジャパン（2021年1月16日、8月21日，朝日電視台）[111][112]

### 電影
- 劇場版 BAD BOYS J（2013年11月9日，Showgate）：飾演 宮下瑪利亞（宮下まりや）[113]
- 薙刀社青春日記（2017年9月22日，東寶）：飾演 八十村將子[114][115]
- 東雲色的週末（2021年11月5日，AEON娛樂）：飾演 大月美玲（主演）[116][117]
- REQUIEM〜ある作曲家の物語〜（2025年2月28日，Is.Field／SDP）：飾演 向井紗枝[118]

### 舞台劇
- Mr.Kaminari（Mr.カミナリ；2014年10月25日－11月9日，日光劇場）：飾演 臼杵七音[119]
- 所有的狗都上天堂（；2015年10月1日－12日，東京AiiA劇場）：飾演 [120][121]
- 缎带骑士（リボンの騎士；2015年11月12日－17日，TBS赤坂ACT劇場／12月3日－6日，BRAVA劇場）：飾演 希姬特（ヘケート）[122][123]
- 女子落語貳〜跳躍時空蕎麥麵〜（じょしらく弐 〜時かけそば〜；2016年5月12日－22日，東京AiiA劇場）：飾演 防波亭手寅[124][125]
- 令人討厭的松子的一生（嫌われ松子の一生；2016年9月29日－10月10日，品川王子大飯店 eX俱樂部）：飾演 川尻松子（主演）[註 4][126][127]
- 半身（；2018年7月11日－16日，天王洲 銀河劇場／7月19日－22日，松下IMP Hall）：飾演 修拉（主演）[註 5][128][129]
- 蝴蝶夢（；2018年12月1日－4日，東京：1010劇場／12月8日－9日，愛知：刈谷市綜合文化中心／12月15日－16日，福岡：久留米城市廣場／12月20日－28日，大阪：梅田藝術劇場 話劇城／2019年1月5日－2月5日，東京：創新劇院）：飾演 我（わたし）[註 6][41]
- THE BANK ROBBERY!～鑽石搶奪大作戰～（英语：The Comedy About a Bank Robbery）（；2019年8月2日－12日，新國立劇場 中劇場／8月16日－17日，森之宮Piloti Hall）：飾演 Caprice[130]
- 吸血鬼之舞（；2019年11月5日－27日，東京：帝國劇場／12月15日－21日，愛知：御園座／2020年1月1日－7日，福岡：博多座／1月13日－20日，大阪：梅田藝術劇場 主劇場）：飾演 Sarah（サラ）[註 7][131]
- 百老匯音樂劇「西城故事」Season 3（ウエスト・サイド；2020年4月1日－5月31日，IHI Stage Around東京[註 8]）：飾演 瑪麗亞[註 9][133]
- 閃舞（；2020年9月12日－16日，東京：日本青年館／10月3日－4日，愛知：名古屋市民會館／10月8日－11日，大阪：梅田藝術劇場）：飾演 Gloria（グロリア）[134]
- 恋を読む vol.3「秒速5公分」（2020年10月21日－22日，HULIC HALL東京）[135]
- （2020年10月24日－25日，東急劇場Orb）[136]
- Ghost（；2021年3月5日－23日，東京：創新劇院／4月4日，愛知：愛知縣藝術劇場／4月9日－11日，大阪：新歌舞伎座）：飾演 莫莉[註 10][137]
- 恋を読むinクリエ「月薪嬌妻」（2021年8月12日，創新劇院）：飾演 森山實栗[138]
- （2021年9月18日－10月3日，東京：日本青年館／10月8日－11日，大阪：森之宮Piloti Hall）：飾演 及川真實[139]
- SLAPSTICKS（スラップスティックス；2021年12月25日－26日，東京：1010劇場／2022年1月9日－10日，大阪：Sankei Hall Breeze／1月14日－15日，福岡：博多座／1月28日，愛知：名古屋市民會館／2月3日－17日，東京：創新劇院）：飾演 [140]
- （2022年3月18日，無觀眾網絡直播）[141]
- Sound Inn S meets billboard classics（2022年3月27日，中野太陽廣場展演廳）[142]
- 音樂劇「FLOWER DRUM SONG」（2022年4月23日－27日，東京：日本青年館／4月29日－30日，大阪：森之宮Piloti Hall）：飾演 （主演）[註 11][143]
- 音樂劇「DOROTHY～綠野仙蹤～」（DOROTHY 〜オズの魔法使い〜；2022年8月20日－28日，東京：日本青年館／9月16日－19日，兵庫：兵庫縣立藝術文化中心）：飾演 桃樂絲（主演）[144]
- First Date（2023年1月19日－31日，創新劇院）：飾演 Casey（ケイシー）[145]
- 變身怪醫（ジキル＆ハイド；2023年3月11日－28日，東京：東京國際論壇C廳／4月8日－9日，愛知：愛知縣藝術劇場／4月15日－16日，山形：山形縣綜合文化藝術館／4月20日－23日，大阪：梅田藝術劇場 主劇場）：飾演 艾瑪·卡魯[註 12][146]
- 音樂劇「這個世界的角落」（この世界の片隅に；2024年5月9日－30日，東京：日生劇場／6月6日－9日，北海道：札幌文化藝術劇場／6月15日－16日，岩手：岩手縣民會館／6月22日－23日，新潟：新潟縣民會館／6月28日－30日，愛知：御園座／7月6日－7日，長野：松本市民藝術館／7月13日－14日，茨城：水戶市民會館／7月18日－21日，大阪：Sky劇院MBS／7月27日－28日，廣島：吳信用金庫Hall）：飾演 白木蓮[註 13][147]
- 音樂朗讀劇 READING HIGH noir 第1回公演「HYPNAGOGIA〜ヒプナゴギア〜」（2024年10月13日 －14日，Iino Hall）[148]
- 音樂劇「邦妮和克萊德」（ボニー&クライド；2025年3月10日－4月17日，東京：創意劇場／4月25日－30日，大阪：森之宮Piloti Hall／5月4日－5日，福岡：博多座／5月10日－11日，愛知：東海市藝術劇場 大表演廳）：飾演 邦妮·伊莉莎白·帕克[註 14][149][150]

### 網絡節目
- 乃木坂46 櫻井玲香1st寫真集《所謂自由》SP（2017年3月8日，SHOWROOM）[151]
- 乃木坂46 常規企畫《⊿》（2018年8月10日[152]、2018年9月13日[153]、2018年12月6日[154]、2019年2月13日[155]、2019年4月3日[156]，SHOWROOM）

### 網絡劇
- 匿名啾！〜戀之指相撲對策室〜 第2集（2021年2月1日，Paravi）：飾演 山下里美[157]
- 默食女子（2022年3月18日－25日，光TV）：飾演 尾崎彩[158]
- 有點心機又如何 （2022年5月30日，ABEMA）：飾演 （主演）[159]
- 我想說我愛你（2024年3月15日－5月10日，FOD（日语：フジテレビオンデマンド））：飾演 宮川華奈[160]
  - 我想說我愛你 外傳（2024年5月17日）：飾演 宮川華奈（主演）[註 15][161]

### 活動
- Girls Award
  - 2013 AUTUMN／WINTER（2013年9月28日，國立代代木競技場第一體育館）[162]
  - 2017 AUTUMN／WINTER（2017年9月16日，幕張展覽館）[163]
  - 2018 SPRING／SUMMER（2018年5月19日，幕張展覽館）[164]
  - 2018 AUTUMN／WINTER（2018年9月16日，幕張展覽館）[165]
  - 2019 SPRING／SUMMER（2019年5月18日，幕張展覽館）[166]
  - 2024 SPRING／SUMMER（2024年5月3日，國立代代木競技場第一體育館）[167]
- 東京女孩展演
  - 2017 SPRING／SUMMER（2017年3月25日，國立代代木競技場第一體育館）[168]
  - CREATEs presents TGC KITAKYUSHU 2023 by TOKYO GIRLS COLLECTION（2023年10月7日，西日本綜合展示場新館）[169]
  - 2024 SPRING／SUMMER（2024年3月2日，國立代代木競技場第一體育館）[170]

## 書籍

### 寫真集
- 季刊 乃木坂 vol.1 早春（2014年3月5日，東京新聞通信社）[171]
- 所謂自由（自由ということ；2017年3月8日，光文社）[4][172]
- 視線（2019年11月27日，光文社）[173][174]

### 雜誌連載
- Nylon Japan（2017年8月28日－，TRANS MEDIA）- 常規模特兒[175]
- CLASSY.（2019年10月28日－，光文社）- 常規模特兒[6]

## 外部連結
- 櫻井玲香官方網站（日語）
- 乃木坂46合同會社個人介紹頁 （页面存档备份，存于）（日語）
- 櫻井玲香的X（前Twitter）（2021年12月3日－）（日語）
- 櫻井玲香的Instagram帳戶（2019年10月3日－）（日語）
- 櫻井玲香2nd寫真集《視線》官方的Instagram帳戶（日語）
- 櫻井玲香2nd寫真集《視線》官方的X（前Twitter）（日語）

乃木坂46時期
- 乃木坂46 櫻井玲香 個人簡介（日語）（2011年8月21日－2019年9月30日）
- 乃木坂46 櫻井玲香 官方部落格（日語）（2011年11月14日－2019年9月30日）
- 櫻井玲香 官方755 （页面存档备份，存于）（日語）
- 櫻井玲香1st寫真集官方的X（前Twitter）（2017年2月5日－）（日語）
- 櫻井玲香1st寫真集官方的Instagram帳戶（2017年2月5日－2018年5月16日）（日語）
- 櫻井玲香的SHOWROOM專頁（日語）